# Peter Benchley
Peter Benchley, född 8 maj 1940 i New York City, New York, död 11 februari 2006 i Princeton, New Jersey, var en amerikansk författare mest känd för sin roman Hajen (originaltitel: Jaws) från 1974 som filmatiserades 1975 av Steven Spielberg. Tillsammans med Carl Gottlieb omarbetade Benchley sin roman till ett filmmanus. Hajen var Benchleys debutroman och låg på topplistorna i 44 veckor. Senare i livet insåg Benchley att han gett hajar dåligt rykte efter Hajen och arbetade för att bevara dem. Flera av hans böcker, bland andra The Deep, The Island och The Beast, utöver nämnda Hajen, filmatiserades.